# Битка на Сутјесци
Сутјеска преусмерава овде. За остала значења види Сутјеска (вишезначна одредница)
Битка на Сутјесци или Пета непријатељска офанзива, је назив који је у југословенској историографији одомаћен назив за операцију Шварц („Случај Црно”) немачких трупа у лето 1943. године. Циљ ове операције било је разбијање група отпора, како актуелног, тако и потенцијалног, и чврсто поседање јадранског залеђа, што је добило на важности наступањем Савезника у Средоземљу.
Првобитно, у време прављења плана за етапно успостављање контроле у јадранском залеђу, као трећа фаза била је предвиђена операција ради разоружавања четника у италијанској окупационој зони, под кодним називом „Вајс III” („бело”). Након продора Главне оперативне групе НОВЈ у источну Херцеговину и Црну Гору, наметнула се потреба за појачањима и ревизијом планова. Нова испланирана операција имала је за циљ разоружање четника и уништење оперативне групе НОВЈ, и добила је кодни назив „Шварц”. Операција је имала две етапе — разоружање и распуштање четника (и ликвидацију Михаиловићевог штаба), и уништење оперативне групе НОВЈ. Деликатан проблем представљале су чврсте везе четника са италијанским снагама. И поред сагласности са највишег места, италијанске снаге на свим нивоима снажно су се супротстављале тој идеји.
Пошто је отпор четника изостао, борбе су почеле 15. маја, концентричним наступањем против главнине снага НОВЈ на простору Санџака и северне Црне Горе, а завршиле се 15. јуна 1943. године пробојем обруча и пробојем главнине снага НОВЈ у Босну.
Немачке трупе успеле су да опколе Главну оперативну групу Врховног штаба НОВ и ПОЈ на тешком планинском терену. Тиме су успеле да снагама НОВЈ наметну дуготрајне одсудне борбе, које су биле супротне тактици партизанског ратовања и, с обзиром на однос снага у људству и техници, биле крајње неповољне по НОВЈ. Снаге НОВЈ нашле су се затворене на малом простору, непрекидно тучене концентрисаним артиљеријским и ваздухопловним снагама. Оне су претрпеле велике губитке, али су доказале своју борбену чврстину и успеле да пробију обруч и пређу у противофанзиву у источној Босни.
Ово је била несумњиво, и по обиму и по броју погинулих војника, највећа до тада предузета операција на простору Југославије. Овај низ операција („Вајс I”, „Вајс II” и „Шварц”) представља прелаз између гоњења герилских група, што је био преовлађујући облик дејстава 1941. и 1942, и отвореног маневарског рата, који је наступио доласком Друге оклопне армије на територију Југославије августа 1943. године.
Ову операцију карактерише крајње залагање војника обеју страна на изузетно тешком терену. У посебно тешкој ситуацији била је оперативна група НОВЈ, која је на слабо настањеном подручју остала без извора хране. И поред глади, врло тешких губитака, екстремних физичких напора и непрекидних оштрих борби снаге НОВЈ задржале су висок морал, дисциплину, борбену кохезију и убојитост, што им је признао и непријатељ.
Битка на Сутјесци постала је због тога симбол изузетног пожртвовања, храбрости и моралне чврстине у најтежим искушењима. Многе улице, школе, установе и спортска друштва у послератној Југославији назване су по овој бици.

## Припреме за операцију „Шварц”
На основу посете министра иностраних послова Италије, грофа Галеаца Ћана, Хитлеровом главном стану у Виници на Источном фронту, као и из писма које је Хитлер упутио Бениту Мусолинију, видело се да немачки Вермахт дубоко верује да ће савезници извршити инвазију Балкана после победе код Ел Аламејна и поседање северне Африке. Операцијама „Вајс I”, „Вајс II” и „Вајс III” (  I, II и III, „бело”), тј. битке на Неретви, немачки Вермахт није постигао жељене циљеве и није уништио побуњену герилу на Балкану, па се приступило припремама за нови подухват.
Операцијом „Шварц”, Вермахт је намеравао да рашчисти позадину јадранске обале уништавајући и четнички и партизански покрет, који су се и даље чврсто држали у Херцеговини и Црној Гори. Пошто је план „Вајс” захтевао ангажовање додатних снага ради потпуног уништења снага НОВ и ПОЈ, Хитлер је замислио операцијски план „Шварц” потпуно супротан од плана „Вајс”. Пошто су италијански команданти у Југославији били веома несклони разоружању четника, Хитлер је сагласност изборио преко Мусолинијеве владе и Генералштаба. Ипак, у првој фази о том питању дошло је до напетости и неспоразума између немачке и италијанске војске.
За ову операцију командант Југоистока, генерал-пуковник Александар Лер, добио је као појачање на располагање 1. брдску дивизију са источног фронта. Лер је тактичку команду поверио немачком команданту трупа у Хрватској Рудолфу Литерсу. Борбена групација за ову операцију отуда је носила назив Корпус Хрватска.

## Ангажоване снаге у операцији „Шварц”

### Осовинске снаге
Немци су знали за велику важност целе операције па су за њу ангажовали чак 8 дивизија, 3 пука и једну целокупну бригаду. Око 120.000 војника. Осим Немаца, ангажовани су и делови италијанске армије, хрватског домобранства и бугарских пукова. За операцију „Шварц”, Немцима је било уступљено на располагање:
- Немачке снаге
  - 1. немачка брдска дивизија — генерал-лајтнант Валтер Штетнер
  - 7. СС дивизија „Принц Еуген” — СС-обергрупенфирер Артур Флепс
  - 118. ловачка дивизија — генерал-лајтнант Јозеф Киблер
  - 104. немачка ловачка дивизија (делови) — генерал пешадије Хартвиг фон Лудвигер
  - 369. легионарска дивизија — генерал-лајтнант Фриц Најдхолд
  - 4. пук Бранденбург
  - самостални 659. инжињеријски батаљон
  - 202. тенковски батаљон
- Снаге НДХ
  - 4. Домобрански горски здруг
- Италијанске снаге
  - Дивизија „Тауринензе” — генерал-мајор Микеле Радело
  - Дивизија „Ферара” — пуковник Карло Магаљоти
  - Дивизија „Венеција” — пуковник Марко Лукио
- Бугарске снаге
  - 61. ојачани бугарски пук из Тракије
  - 63. комбиновани бугарски пук

За операцију је интензивно ангажована и авијација. Осовинске снаге на терену подржавало је преко 300 авиона разних типова.
Целокупном операцијом на немачкој страни је руководио генерал-пуковник Александар Лер, командант Групе армија Е. Тактички командант био је генерал Рудолф Литерс, командант корпуса Хрватска.

### НОВЈ
Снаге НОВ и ПОЈ су бројале око 22.000 бораца (укључујући болницу):
- Прва пролетерска дивизија — генерал-мајор Коча Поповић
- Друга пролетерска дивизија — генерал-мајор Пеко Дапчевић
- Трећа ударна дивизија — пуковник Радован Вукановић командант дивизије[5], затим пуковник Сава Ковачевић,
- Седма банијска дивизија — пуковник Павле Јакшић
- Шеста источнобосанска бригада
- Петнаеста мајевичка бригада

### Четници
Што се тиче распореда четничких снага, у Црној Гори су се тада једино налазили групе корпуса Црне Горе мајора Павла Ђуришића и то:
- Лимски корпус — мајор Милорад Јоксимовић
- Дурмиторски корпус — капетан Иван Ружић
- Невесињски корпус — поручник Милорад Поповић
- Шаховићки одред
- Мојковачки одред
- Пољски одред
- Дурмиторски одред

## Немачки план операције
У првој фази, Немци су планирали да препадима и користећи превару и изненађење, разоружају и интернирају четнике ослоњене на италијанске снаге. У другој фази предвиђено је концентрично наступање против снага НОВЈ.
Немачка команда је оперативни план наступања против НОВЈ прилагодила карактеристикама терена. Планирали су да концентричним наступањем Оперативну групу НОВЈ сабију на природно изоловани и готово ненастањени простор између кањона Таре и Пиве, и планине Дурмитор, те да је тамо униште масовном употребом авијације, артиљерије и планинских трупа. 1. брдска дивизија својим северним крилом, италијанска дивизија „Венеција”, борбена група „Лудвигер” (724. немачки, 61. и 63. бугарски пук), 369. дивизија и 118. ловачка дивизија са 4. планинским здругом НДХ распоређене су полукружно са источне и северне стране. Ове снаге требало је да у првој фази овладају Рашком облашћу и потисну снаге НОВЈ на леву страну Таре. Јужно крило 1. брдске, дивизија Ферара и 7. СС дивизија требало је да потисну снаге НОВЈ са југа и југоистока. Након тога, 118. дивизија имала је задатак да поседне леву обалу Пиве и тако затвори окружење тако да покушај пробоја ометају не само распоређене снаге него и дубоки речни кањони. Тиме би снаге НОВЈ биле доведене у безизлазну ситуацију и уништене.

## Први део операције „Шварц”

### Разоружање четника
Немачка 369. дивизија продрла је под борбом против јединица НОВЈ до Фоче 6. маја, ослободивши батаљон Аоста италијанске дивизије Тауринензе и око 1.000 четника, које су снаге НОВЈ 23 дана држале под опсадом. Четници су пуштени кућама.
Приликом наступања 7. СС дивизије и 118. ловачке дивизије кроз источну Херцеговину, немачке снаге сусреле су се са извесним степеном италијанске опструкције и са чаркама са четницима. Притом је више стотина четника разоружано.
Павле Ђуришић и његове снаге успоставиле су почетком маја контакт са наступајућим деловима 1. брдске дивизије. Немци су одлучили да прикрију своје стварне намере, па су прву групу разоружаних четника пустили кућама. Прихвативши комуникацију са четницима, постигли су да се велики број четника на челу са Ђуришићем концентрише у Колашину, где су већ биле распоређени и немачки борбени делови. Изненадним препадом 14. маја ујутро, Немци су похватали четнике на спавању, разоружали их, и око 1.600 интернирали у заробљеничке логоре у Грчкој и Пољској, а око 800 употребили за радне батаљоне.
Немачки удар на штаб Лимско-Санџачких четничких одреда десио се 14. маја…
- Претпостављао се удар Немаца, разоружање и интернација, али никако за 14. мај, па поготову што су Немци (при свом првом упаду на нашу територију) прву похватану и поведену партију четника (око њих 120) вратили натраг из Пећи и Митровице, вративши и оружје и што су нашег Начелника Штаба који је отишао за Андријевицу (пошто је Павле изврдао позив) ради студије плана за акцију против комуниста, дочекали, примили и испратили невероватно „џентлменски“ (како рече Рајо). А све ово под унапред даваном гаранцијом Италијана, којима се много вере поклањало…
- Сада почињем са излагањем догађаја …
- 14. маја ујутру око 7 и по часова… ме је војник известио да су дошли у Колашин и око њега Немци са моторизацијом.
- У Павловом стану затекао сам само пола пратње… и када сам хтео и ја последњи да изађем, зачуо се сигнални пуцањ у вароши, и одмах заклапарале немачке чизме на степеницама стана… скочио сам са спрата стана у башту, угледао у суседној башти Немце, јурнуо кроз ходник зграде поред другог… и на улици најашем на трећег који ме митраљетом натера у приземље код пратње Павлове која је већ слагала оружје на гомилу и одвођена. Држао сам се угла собе слажући оружје са последњим преосталим четником… спроводник је и нас повео.

Укупно је разоружано око 4.000 четника, од којих је већина депортована у заробљеничке логоре. Крајем 1943. већина четника враћена је из интернације.
1.)II. четници:
- При разоружању четника било је:
- 3.200 заробљених,
- мртвих нема.

III. Транспортовано је:…
- 2.) Четника:
- 34 официра, 1588 војника,
- Неслагање ових бројева са цифром под тач. II објашњава се овако: 800 четника упућено је у носачки батаљон, евакуисани су болесни, изнемогли, људи преко 60 и испод 16 година, смртни случајеви услед исцрпљености итд.

## Наступање са севера
У утврђењима у Фочи још од 15. априла снаге НОВЈ држале су у блокади делове италијанске алпске дивизије „Тауринензе” и око 1.100 четника. Последњих дана априла, делови 369. легионарске дивизије наступили су из правца Горажда према Фочи. Потискујући Шесту источнобосанску и Петнаесту мајевичку бригаду, у Фочу су продрли 3. маја и деблокирали Италијане. Четнике су разоружали, али их нису интернирали.
Лево крило 369. легионарске дивизије наступило је из правца Прибоја према Пљевљима, и, не наишавши на отпор, спојило се са главнином дивизије „Тауринензе”.

## Наступање са истока
Пре него што ће кренути по операцијском плану ка уништењу четничке гериле, Вермахт је понудио преговоре генералу Михаиловићу, нудећи му власт у Југославији уколико се савезници евентуално искрцају на Јадрану и мирну евакуацију својих и бугарских трупа.
Михаиловић је све захтеве одбио и депешама у Лондону тражио да му се тачно каже датум савезничког искрцавања.
У том циљу, четници су учврстили своје положаје широм целе Црне Горе и Херцеговине а на снази је и даље са Италијанима био договор о међусобном ненападању који су Енглези звали „accommodation” (прилагођавање, компромис).
Операција је са истока почела наступањем 1. брдске дивизије у Црну Гору из правца Пећ-Нови Пазар. Почетком маја Ђуришић је успоставио контакте са деловима (претходницом Ремолд) 1. брдске дивизије и 4. пуком Бранденбург.
Средином маја 1943. главнина снага ЈВуО се налазила око града Колашина којег су преотели од партизанских снага још половином 1942.
У међувремену, Михаиловић је напустио село Липово у кренуо ка Бистрици, сместивши се у селу Затон, срез бјелопољски.
Истог дана, упркос успостављеним контактима и снажном противљењу команданта италијанског 14. корпуса генерала Ронкаље, Немци су након уласка у Колашин заробили мајора Павла Ђуришића са целим штабом и око 1.200 четника. У истој акцији су заробљени и мајор Никола Бојовић, начелник штаба Ђуришића.
Упркос протесту Италијана да се мајор Ђуришић пусти, он је авионом пребачен у заробљенички логор Стриј у Пољској, док је већина официра депортована у заробљенички логор Оснабрик.
У свом продору према Херцеговини, јединице 7. СС „Принц Еуген” дивизије су заробиле око 500 херцеговачких четника и спровела их у Србију.
О заробљавању мајора Ђуришића, Михаиловић је обавестио депешом Лондон.
Коначно, након Михаиловићевог бекства из Црне Горе, а истовремено и из немачког обруча, немачка команда наређује да се у Сплиту штампа уцена за вођу четничке гериле.
Чим је немачки план „Шварц” окренуо своју активност против снага НОВ и ПОЈ која се врло брзо насукала у централној Црној Гори, изашла је уцена и за Тита на истом плакату са Михаиловићем и са истом цифром од 200.000 златних немачких марака.
Након заробљавања главнине четничких црногорских одреда код Колашина, Немци су наставили операцију „Шварц”.

## Претходне борбе
Док су Немци вршили припреме за операцију „Шварц”, на територији Херцеговине и Црне Горе вођене су оштре борбе.
Оперативна група НОВЈ-а је након претрпљене офанзиве „Вајс” кренула свим снагама преко Херцеговине да се пробије у Црну Гору, уништи четнике и Италијане, и завлада тереном. На том простору би се исцрпљени борци одморили, рањеници лечили, а затим би се кренуло према Косову у јужну Србију.
Жестоке борбе између партизана и италијанско-четничких снага вођене су на сектору Фоча-Калиновик-Гацко-Шавник.
Невесиње које је прелазило из руке у руку чак осам пута. Снаге НОВЈ су 6. априла форсирале Дрину, разбиле делове дивизије Тауринензе и четнике код Ифсара, заузеле Чајниче и опколиле Фочу, у којој је опкољен један италијански батаљон и око 1000 четника.
Гонећи четнике све дубље у Црну Гору, Врховни штаб НОВЈ се пребацио на планину Дурмитор.
Након тешког пораза нанесеног Италијанима у пивском Јаворку 1. маја Прва и Друга пролетерска дивизија кренуле су у обухватно наступање ради ликвидирања италијанско-четничког гарнизона у Колашину, са намером да наставе продор према Беранама. У склопу опкољавања Колашина, ударна група батаљона (два батаљона Четврте и један батаљон Пете црногорске бригаде) разбили су 15. маја 383. италијански пук код Биоча.
У области Колашина и Бијелог Поља се офанзива НОВЈ сударила са офанзивним наступањем Немаца. Први оштри сукоби избили су у Мојковцу и код Бродарева 15. маја.

## Почетне борбе
Дана 15. маја 1943. отпочела је Битка на Сутјесци против Главне оперативне групе Врховног штаба НОВЈ-а. До првих оштрих сукоба дошло је на северу, између Чајнича и Фоче, са деловима 369. легионарске дивизије, и на истоку, код Бродарева и Мојковца, са 1. брдском дивизијом.
Суочивши се са наступањем крупних немачких снага са истока, Врховни штаб НОВЈ-а одлучио је да заузимањем Фоче спречи затварање обруча и обезбеди комуникацију према источној Босни. Напад је од 21. до 25. маја изводила ојачана Прва пролетерска дивизија против главнине немачке 118. ловачке дивизије и 4. горског здруга НДХ. И поред одређених тактичких успеха (разбијања 7. горске пуковније 21. маја и 13. горске пуковније 24. маја), након бочног удара делова 369. дивизије код Градца 25. маја, овај напад показао се бесперспективним. Отуда је Врховни штаб 27. маја наредио пребацивање свих снага на леву обалу Таре.
118. ловачка дивизија имала је задатак да са запада избије на Пиву и блокира је. Њен 738. пук 22. маја без контакта са јединицама НОВЈ избио је на Вучево, висораван западно од Пиве. Међутим, на овој широкој и непроходној области нису могли да организују везе и снабдевање, па је командант пука, потпуковник Анакер, један батаљон упутио на југ, ради успостављања везе са 7. СС дивизијом, а један на запад, ради везе са штабом своје дивизије. Преостали, 2. батаљон у драматичној борби 29. маја два батаљона Друге пролетерске збацили су са доминантних позиција. Интервенцију делова дивизије са севера, преко Дрине, сузбиле су снаге Прве пролетерске дивизије које су се пребациле преко Таре. Тиме су снаге НОВЈ чврсто запоселе Вучево и спречиле Немце да затворе обруч на Пиви. Следећа природна препрека на којој је 118. дивизија то могла учинити, била је долина Сутјеске.
Од 18. маја почело се испољавати наступање 7. СС дивизије и италијанске дивизије Ферара са југа према Шавнику, Жабљаку и Мратињу. Успешна одбрана Прве далматинске и Пете црногорске које су сузбиле наступање десног крила 7. СС дивизије и Италијана, омогућила је организовање напада на лево крило 7. СС дивизије. Почев од 31. маја, па до 5. јуна, 4. црногорска, 7. крајишка и 10. херцеговачка водиле су оштре и исцрпљујуће борбе са Немцима на кршевитим странама планине Биоч и у горњем току Пиве. Постигнути успеси били су недовољни, с обзиром на резерве којима су Немци располагали.
Установивши да је тај правац, преко изворишног дела Сутјеске и Гатачког поља, густо поседнут по дубини, Врховни штаб је организовао саветовање 3. јуна у Мратињу. Закључено је да је ситуација критична, и снаге су подељене на два дела. Прву групу сачињавале су Прва и Друга дивизија са врховним штабом, а другу Трећа (у нешто измењеном саставу) и Седма дивизија, са Централном болницом и делом већника АВНОЈ-а. Другом групом руководили су Милован Ђилас, као делегат Врховног штаба, и Сава Ковачевић, који је именован за команданта Треће дивизије. Две групе требало је да се пробијају у дивергентним смеровима ради развлачења немачких снага. Прва група требало је да се пробија преко Сутјеске, док је другој дат задатак да се врати на десну обалу Таре, у Рашку област.

## Савезничка војна мисија у партизанском Врховном штабу
Обавештен о доласку британске војне мисије, Врховни штаб је 20. маја 1943]]. напустио Ђурђевића Тару и сместио се у шуму код Црног Језера, у подножју Дурмитора.
У ноћи [[27. мај|27/28. маја је стигло је британско Одељење за везу, са шифрованим називом мисија „Типикал”. На челу ове мисије налазили су се капетан Бил Стјуарт, који је говорио српско-хрватски језик, јер је пре рата радио у британском конзулату у Загребу, и Вилијам Дикин, професор историје на Оксфорду. Поред њих двојице мисија је имала још 4 члана.
Већ сутрадан Тито је примио Британце и захтевао је војну помоћ и тражио да британско ваздухопловство бомбардује немачке центре концентрације. Пошто на овом сектору није било ниједног четничког војника, Дикин је јављао команди да се једино снаге НОВЈ боре против Немаца. Нешто касније, након борбе на Сутјесци и упознавања са ситуацијом у Босни, те након заробљавања четничког команданта Зеничког одреда Голуба Митровића код којег су заплењени документи о сарадњи с НДХ и Немцима, капетан Дикин јавио је да четници сарађују са Немцима и Италијанима против партизана.
У Михаиловићевом штабу се тада налазио британски пуковник Вилијам Бејли. Након пролећне кризе у односима, кад је известио о сарадњи четника са Италијанима, Бејли је известио команду у Каиру да је Дража Михаиловић на време избегао из Црне Горе, и да Немци разоружавају четнике.
Савезнички командант Средоземља генерал Вилсон је 26. маја 1943. године издао заповест Михаиловићу да своје трупе пребаце источно од Ибра, и да тамо воде борбу са Немцима, јер западно од Ибра „партизани представљају добру и ефикасну борбену снагу у свима рејонима где је генерал Михаиловић представљен једино квислинзима”.

## Врховни Штаб у обручу
Врховни штаб је видео да се главна оперативна група може пробити једино долином Сутјеске јер су ту биле слабије снаге Немаца. Међутим, Немци су предвидели овакав развој догађаја, па су пожурили да утврде читаву долину Сутјеске.
На местима: Тјентиште, Љубин гроб, Вучево, Баре, Личке Колибе, Кошута, Попов Мост, Милинкладе, Суха, Врбница, Маглић и Волујак, која леже у долини реке Сутјеске скоро месец дана су се водиле тешке и крваве борбе у другој фази операције „Шварц”, па је битка због ових места која леже у долини реке Сутјеске и добила назив „Битка на Сутјесци”.
Оперативна главнина НОВЈ је имала и централну болницу са око 3000 рањеника, од којих су 1000 били тифусари.
У напад преко Пиве и Вучева у долину Сутјеске упућена је Прва пролетерска дивизија. Као доминирајућа тачка требало је посести брдо Вучево, направити коридор за слободни пролаз преко Сутјеске, правцем Зеленгоре и даље у Босну.
И Немачка команда је предвидела такву могућност, па је послала претходницу да заузме Вучево. У борби прса у прса, снаге Прве пролетерске дивизије су успеле да збаце Немце и загосподаре овом доминирајућом тачком. Немци су затим почели запоседати читаву долину Сутјеске, од Тјентишта до њеног ушћа у Дрину код Челебића. Тим правцем је продирала и 7. СС дивизија „Принц Еуген” која је опкољавала главнину снага и централну болницу. Почетком јуна почела је права драма на Сутјесци.
Пошто је покушај пробоја фронта преко Фоче пропао, Врховни штаб је морао да се врати на почетне положаје, што су Немци искористили да направе још чвршћи обруч.
Тако се првих дана јуна читав Врховни штаб нашао у обручу, заједно са централном болницом у долини Сутјеске.
Тито је 3. јуна са Врховним Штабом прешао Пиву код Мратинца. Истог дана на седници Врховног штаба се дискутовало о положају групације НОВЈ са болницом.
Поред свакодневних борби, кањон Сутјеске су свакодневно засипали авиони бомбама и то у врло ниском лету. Нарочито су велики губици били у редовима Друге далматинске бригаде која се сукобљавала са јачим снагама 117. дивизије. У оперативном дневнику Немачке команде стоји да је у борби код Гацког за један дан погинуло 200 партизана и 50 Немаца.
У тешкој ситуацији по Врховни штаб и читаву главнину, одлучено је да се читава оперативна група подели на два дела:
Прву групу би чинило десет бригада Прве и Друге пролетерске дивизије, које су већ форсирале Пиву, а другу групу шест бригада Треће ударне и Седме банијске дивизије са централном болницом које су се налазиле источно од Пиве.
Прва група је требало да се пробије преко Сутјеске на северозапад, а друга с централном болницом преко реке Таре натраг у Рашку област.
На простору око кањона Сутјеске и Сухе почеле су жестоке борбе за околне висове, који су наизменично падали у руке и једних и других. Направљен је простор од 5-6 km за пролаз главнине снага. Ту је требало да крену и рањеници.
Прва пролетерска дивизија је кренула преко Милинклада и 8. јуна 1943. избила у рејон Лучких и Врбничких колиба на Зеленгори. Друга пролетерска дивизија је имала мање среће. На месту Баре, недалеко од Волујака било је поприште крвавих борби са јединицама 118. немачке дивизије.
Нарочито је страдала Друга далматинска бригада. Само у једном дану погинуло је преко 600 бораца. Остао је мањи вод који је послао поруку Врховном штабу да ће се сви борци борити до последњег. Немачки удари на Барама и Кошути су били још жешћи.
Нарочито тешка ситуација била је на сектору друге групе, која се са централном болницом пробијала неуспешно преко Таре у Рашку област.
Зато је Врховни штаб наредио да друга група крене са њом заједно преко Вучева и Сутјеске. То је изискивало неколико дана, па је обруч био још чвршће стегнут. И поред предлога команданта Прве пролетерске дивизије Коче Поповића да се све снаге пробију у правцу где се пробијала Прва пролетерска дивизија, Врховни штаб је остао да чека другу групу коју је предводио Сава Ковачевић.
У великом обручу у коме се тада налазио Врховни штаб, јављено је да је 9. јуна 1943. године Тито рањен на брду Милинкладе на планини Озрен. Пуковник Саво Оровић је својим фото-апаратом овековечио овај догађај поред једне пећине, где се скривао Врховни штаб. У истом нападу, погинуо је капетан Бил Стјуарт, Ђуро Вујовић, Титов лични пратилац и још неколико партизана.
Да би се спасла главнина снага и централна болница наређено је било да се поседну доминирајуће коте „Велика Кошута” и „Љубин гроб”, које су се још називале „коридори спаса”. За Кошуту је била одређена Седма бригада Друге пролетерске дивизије, док је Четврта пролетерска црногорска НОУ бригада бранила Љубин гроб. Ту је погинуо и командант Четврте црногорске бригаде Василије Ђуровић Вако.

## Пробој обруча
Пре почетка главног боја наређено је да се закопа све тешко оружје, спали архива и сви коњи закољу за исхрану бораца. Први трачак наде за извлачење из обруча начињен је 10. јуна у раним јутарњим сатима. Тада су се делови Прве пролетерске бригаде код села Балиновац у јуришу пробила кроз два немачка батаљона и заједно са Трећом крајишком бригадом наставила да гони Немце према путу Фоча-Калиновик.
О овом пробоју је јавио Берлину и генерал Лер, али га је назвао локалним пробојем.
То је била велика грешка којом су Немци пропустили прилику да униште снаге НОВЈ у котлу Сутјеске. Остављајући по страни расцеп од 2 km у фронту, Немци су поново сконцентрисали обруч у долини Сутјеске, али ту није више била главнина снага НОВЈ.
Кроз поцепани део фронта већ идућег дана ће се извући све јединице Прве и Друге пролетерске и Седме банијске дивизије с Врховним штабом.
Дана 10. јуна 1943. је стигао и део са централном болницом, али без Саве Ковачевића.
Дана 12. јуна заузето је село Ратај и тако још више проширена пукотина у немачком обручу. После новог пробоја, дефинитивно је направљен коридор спаса од 20 km према Јахорини.
Дана 14. јуна све бригаде Прве, Друге и Седме дивизије пробиле су се с Врховним штабом и делом рањеника правцем Зеленгоре.
Такве среће није била Трећа ударна дивизија Саве Ковачевића с главнином централне болнице која је поново налетела на немачки обруч у долини Сутјеске. На Тјентишту је 12. јуна избројано 214 мртвих партизана, а 34 су заробљени. У немачком извештају се спомиње да је пронађена масовна гробница тифусара и да су сва околна села и насеља спаљена због заразе.
У самој долини Сутјеске налазиле су се 7. СС, 118, и 1. брдска дивизија, италијанска дивизија „Ферара”. 13. јуна 1943. почео је одлучујући продор ове групе. Дивизија је подељена на неколико делова и пробијала се дуж реке Сутјеске самостално. У једном од таквих јуриша, надомак зидина спаљеног села Крекова погинуо је Сава Ковачевић. Уз велике губитке, Трећа дивизија се пробила у долини Сутјеске и ускоро прикључила осталим јединицама на Зеленгори.
Дана 13. јуна, Немци су пронашли у долини Сутјеске рањенике који су се одвојили од главнине и све их побили. У немачком извештају пише да су сви поубијани, јер је већина била заражена тифусом.
Дана 14. јуна продором према Зеленгори, главнина је успела изаћи из обруча и упутила се у Босну.
Дана 15. јуна окончана је операција „Шварц”. 118. дивизија је престала са нападима, а генерал Литерс је јављао Хитлеровом главном штабу да је главнина партизанских снага успела да побегне из Црне Горе у Босну.

## Ратни злочини
Од преко 7.000 погинулих бораца НОВЈ на Сутјесци, велики део представљају исцрпљени борци и рањеници које су Немци без веће процедуре једноставно ликвидирали. Извештај 1. брдске дивизије каже: „Заробљено: 498, од тога стрељано 411.” Већину непокретних рањеника (њих око 700) партизани су сакрили у Пивској Планини, са болничаркама. Међутим, Немци су их, претраживши терен са псима трагачима, ликвидирали готово до последњег, заједно са болничаркама. Поред тога, убијен је велики број цивила. На пример, у месту Дола у Пиви само 7. јуна есесовци су побили 520 мештана, међу којима и 106 деце.
Нацисти су мештане убијали масовно и безобзирно, као на пример у селу Граб:
»Потпоручник Кауфманн, командир 6. чете 2. батаљона 738. пука 118 ловачке дивизије је у реону Граба, код сељака, открио конзервиране живежне намирнице у козјим кожама. На темељу тога он је претпостављао да становници у рејону Граба снабдевају партизане храном у клисури Сутјеске. Да би то спречио, сматрао је да треба целокупно становништво побити. Потпоручник Кауфман је затим отишао код потпуковника Анакера, команданта 738. пука, који му је одобрио да се становници стрељају. По наређењу потпоручника Кауфмана, који је лично управљао ватром, било је стрељано 70 лица и то жена и деце. Егзекуцију су спровели војници Кауфманове 6. чете 2. батаљона 738. пука…«
— потпоручник Вилднер Ренхолд, из борбене групе »Анакер«
Приликом напада на Кошур остао је да лежи велики број рањеника. Мајор Стрекер, командант 3. батаљона 738. пука је дао наређење за ликвидацију свих непокретних рањеника:
»Након свог повратка потпоручник Лонгин ми је причао да је добио наређење од свог команданта батаљона мајора Стрекера да убије све рањене партизане који нису могли ходати. Ја лично сам чуо пуцњаву којом су рањеници били убијени… «— потпоручник Вилднер Ренхолд, из борбене групе »Анакер«
Четници су такође убијали партизанске рањенике са Сутјеске, па су јуна 1943. године заклали у селу Јелачу и Врбници др Симу Милошевића и хрватског песника Ивана Горана Ковачића.

## Последице
Операција „Шварц” је нанела велике губитке јединицама НОВЈ:
- 1. дивизија: 1514 погинулих од 5041 бораца укупно, или 30,03 %
- 2. дивизија: 2605 погинулих од 8106 бораца укупно, или 32,14 % (рачунајући јединице под њеном командом 10. јуна)
- 3. дивизија: 1554 погинулих од 4664 бораца укупно, или 33,32 % (рачунајући и 3. батаљон 10. херцеговачке бригаде)
- 7. дивизија: 1349 погинулих од 2547 бораца укупно, или 52,96 %

Током битке је укупно погинуло 7022 бораца НОВЈ. На Сутјесци су гинули борци готово из свих крајева Југославије. Погинули су истакнути револуционари: Веселин Маслеша, Сава Ковачевић, Сима Милошевић, Василије Ђуровић Вако, Иван Горан Ковачић, Олга Поповић-Дедијер, Мома Станојловић и многи други, али је главнина НОВЈ била сачувана.
Операција „Шварц” се сматра једном од прекретница у Народноослободилачком рату у Југославији.
Само неколико месеца касније, све западне силе су почеле да уздижу Народноослободилачки покрет, све до Техеранске конференције када је исти покрет признат као једини легитимни антифашистички покрет у Југославији.
Долина хероја у близини села Тјентишта представља спомен-комплекс у којем се налази монументални споменик и Спомен кућа битке на Сутјесци.

## Командни састав јединица НОВЈ
| Врховни штаб НОВ и ПОЈ   |                         |
| командант                | Јосип Броз Тито         |
| заменик начелника Штаба  | пуковник Велимир Терзић |
| помоћник начелника Штаба | пуковник Павле Илић     |

| 1. пролетерска дивизија |                                 |                            |                              |
| командант               | генерал-мајор Коча Поповић      | генерал-мајор Коча Поповић | генерал-мајор Коча Поповић   |
| п. комесар              | Филип Кљајић Фића               | Филип Кљајић Фића          | Филип Кљајић Фића            |
|                         | 1. пролетерска бригада          | 3. санџачка бригада        | 3. крајишка бригада          |
| командант               | потпуковник Данило Лекић Шпанац | потпуковник Велимир Јакић  | потпуковник Никола Карановић |
| п. комесар              | Мијалко Тодоровић               | Бошко Ђуричковић           | Симо Тадић                   |

| 2. пролетерска дивизија |                              |                             |                             |
| командант               | генерал-мајор Пеко Дапчевић  | генерал-мајор Пеко Дапчевић | генерал-мајор Пеко Дапчевић |
| п. комесар              | Митар Бакић                  | Митар Бакић                 | Митар Бакић                 |
|                         | 4. црногорска бригада        | 2. далматинска бригада      | 7. крајишка бригада         |
| командант               | потпуковник Василије Ђуровић | потпуковник Љубо Вучковић   | потпуковник Раде Маријанац  |
| п. комесар              | Војин Николић                | Анте Роје                   | Љубо Бабић                  |

| Дринска оперативна група |                            |                            |                      |
|                          | 2. пролетерска бригада     | 6. источнобосанска бригада | 1. мајевичка бригада |
| командант                | потпуковник Љубодраг Ђурић | мајор Војо Љујић           | мајор Перо Косорић   |
| п. комесар               | Слободан Пенезић Крцун     | Цвијетин Мијатовић         | Мирко Филиповић      |

| Оперативни штаб Јужне групе |                            |
| командант                   | пуковник Радован Вукановић |
| делегат Врховног штаба      | Милован Ђилас              |

| 3. ударна дивизија |                                                    |                                                    |                                                    |
| командант          | пуковник Радован Вукановић пуковник Сава Ковачевић | пуковник Радован Вукановић пуковник Сава Ковачевић | пуковник Радован Вукановић пуковник Сава Ковачевић |
| п. комесар         | Радомир Бабић                                      | Радомир Бабић                                      | Радомир Бабић                                      |
|                    | 5. црногорска бригада                              | 1. далматинска бригада                             | 10. херцеговачка бригада                           |
| командант          | пуковник Сава Ковачевић потпуковник Саво Бурић     | потпуковник Глигорије Мандић                       | потпуковник Владо Шегрт                            |
| п. комесар         | Драгиша Ивановић                                   | Анте Кроња                                         | Чедо Капор                                         |

| 7. банијска дивизија |                           |                          |                          |                          |
| командант            | потпуковник Павле Јакшић  | потпуковник Павле Јакшић | потпуковник Павле Јакшић | потпуковник Павле Јакшић |
| п. комесар           | Ђуро Кладарин             | Ђуро Кладарин            | Ђуро Кладарин            | Ђуро Кладарин            |
|                      | 7. банијска бригада       | 8. банијска бригада      | 16. банијска бригада     | 3. далматинска бригада   |
| командант            | пуковник Никола Мараковић | мајор Станко Бјелајац    | мајор Анте Банина        | мајор Војин Поповић      |
| п. комесар           | Урош Крунић               | Мирко Бурић              | Урош Слијепчевић         | Милија Станишић          |